# 世紀末プライムミニスター
『世紀末プライムミニスター』（せいきまつプライムミニスター）は、影木栄貴による日本の漫画作品。

## 概要
『月刊ウィングス』（新書館）で、1998年3月号から2001年3月号に連載された。全4巻。また、外伝として『遺言』が『Dear+』で2001年11月号から2002年7月号に連載された。全1巻。
影木は「誰もが一度はあこがれる理想の恋愛」を描いたと答えている。

## あらすじ
普通の女子高生・長嶋美紀はある日、ゲームセンターで謎の青年・岡崎彼方と出逢う。その晩、彼は内閣総理大臣となり、いきなり美紀を婚約者にしてしまう。

## 登場人物
声はドラマCDの担当声優。
長嶋 美紀（ながしま みのり）
声：長沢美樹
主人公。16歳。普通の女子高生だったが、彼方に見初められたことにより、婚約者として、総理大臣公邸に住む事になる。最初は反発していたが、次第に彼方に惹かれていく。髪質が葉子に似ているらしい。
岡崎 彼方（おかざき かなた）
声：三木眞一郎
25歳で、最年少内閣総理大臣となる。新人議員ながら首相に選出された理由は不祥事続きの与党に対する国民の目をごまかすパフォーマンス。
高校時代はある事情から上條議員と養子縁組していたが、祖父の岡崎遥はかつての総理で、彼方はその遺志を継いで腐敗防止などを盛り込んだ政治改革法案を提案・可決した後、衆議院を解散させ、議員を引退した。
「議員を辞めたらどうするの?」という美紀の問いかけには「美容師を目指す」と答え、専門学校に入学した。議員を辞めた後もマスコミの注目の的（「電車に乗った」程度で記事にされた）。
祖父の秘書官でもあった葉子を密かに思っていたが、葉子は同じく祖父の秘書官を務めていた上條議員と結婚した。高校卒業の前後に、葉子を通じて彩の存在を知り、アメリカへ渡った際に連れ帰った。
倉橋彩（くらはし さい）
声：保志総一朗
18歳。彼方の内閣総理大臣秘書官。長い茶髪が特徴で、結構わがまま。アメリカの孤児院出身の天才児で「倉橋」姓は養子縁組であり、アメリカでは、母親の姓であるフォークナーを名乗っていた。本当の父親が上條であることが判明（そのためフルネームは彩・上條・フォークナーである。）した後、松元のアパートに転がり込む。『遺言』収録の「新世紀ラヴァーズ」でも子供っぽさは健在。
松元（まつもと）
声：松本保典
25歳。彼方担当の番記者の1人。下の名前はあかね。涼一と彼方は高校時代の同級生。「何があっても彩の味方をする」と口走ったばかりに、彩に振り回される羽目になる。彼方が議員を辞めた後は上條番に。
薪田 涼一（まきた りょういち）
声：山口勝平
25歳。彼方のSPで、高校時代のクラスメイト。幼い外見をしているが、妻子持ち。彼方が議員を辞めた後は上條のSPになる。『遺言』では彼方との高校時代が、涼一視点で描かれる。
薪田 涼（まきた りょう）
声：南央美
涼一の息子。涼一を子供化させたような外見の子供。涼一と入れ違いに公邸へやってきて、美紀になつき、彼方と美紀のラブシーンを邪魔する。父親が凶弾に倒れたと聞いた時は、震えながらも父親の言葉を信じた。
薪田 珠梨（まきた じゅり）
涼一の妻で涼の母親。涼一とは高校時代の同級生で、服飾店を経営。美紀が見とれるほどかっこいい女性で、彼方にも容赦のない物言いをする。
上條議員（かみじょう）
声：中田譲治
彼方と敵対する議員。かつては岡崎遥の秘書官だった。ある事情から一時彼方を養子としていたことがある。
葉子さん（ようこ）
上條の妻。岡崎遥の秘書官だったが、上条と結婚。上條宛に届いたアメリカからのエアメールを開封してしまい、彩の存在を知るが、上條本人には黙っていた。本編では故人、『遺言』では総合病院に入院中。

## エピソード
- 当初、影木は自身が第74代内閣総理大臣竹下登の孫であることを伏せて連載を開始していたが、4話を描き終えたタイミングで週刊文春に「竹下登の孫が漫画家になっていた」記事を書かれ、その反響が大き過ぎたため「何書いても監視されているような気になり」、選挙や外遊の裏側など当初予定していた政治関係のエピソードを盛り込むのをやめている[2]。また、連載時は竹下が現職議員であったのもその理由だった[1]。
- 上記のように現実味のある要素が路線変更により使われなかったが、作中の「首相官邸に脅迫物が送られてくるシーン」は、竹下の実体験が基になっている[1]。

## 既刊一覧
ウィングスコミックス
1. 1998年9月 ISBN 9784403615191
2. 1999年9月 ISBN 9784403615382
3. 2000年8月 ISBN 9784403615993
4. 2001年5月 ISBN 9784403616297

新書館ウィングス文庫
1. 2007年12月 ISBN 9784403501098
2. 2008年1月 ISBN 9784403501104

ディアプラスコミックス
- 遺言（2003年1月） ISBN 9784403660665

## ドラマCD
1999年に第1巻、2000年に第2巻、2001年に第3巻が発売された。